# Stefan Müller (Mathematiker)

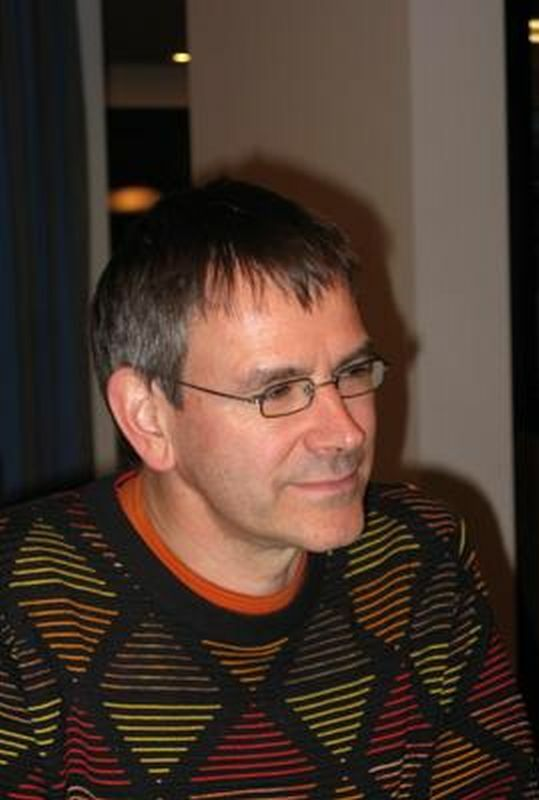
Stefan Müller, Oberwolfach 2010

Stefan Müller (* 15. März 1962 in Wuppertal) ist ein deutscher Mathematiker und derzeit Professor an der Universität Bonn. 1996 war er einer der Gründungsdirektoren des Max-Planck-Instituts für Mathematik in den Naturwissenschaften in Leipzig und dort bis 2008 tätig.

## Leben und Wirken
Stefan Müller studierte Mathematik an der Universität Bonn, der Heriot-Watt University in Edinburgh, wo er 1990 bei John M. Ball promoviert wurde, sowie an der Universität Pierre und Marie Curie in Paris. 1989 war er Zeev Nehari Assistant Professor an der Carnegie Mellon University und 1990 wissenschaftlicher Mitarbeiter für den Sonderforschungsbereich 256 an der Universität Bonn. 1994 erhielt er eine Professur  an der Albert-Ludwigs-Universität Freiburg, 1995 an der ETH Zürich, bevor er 1996 als einer der Gründungsdirektoren das Max-Planck-Instituts für Mathematik in den Naturwissenschaften in Leipzig aufbaute. Seit 1. Dezember 2008 hat Stefan Müller einen Lehrstuhl am Hausdorff Center for Mathematics, einem Institut der Universität Bonn, inne. Er ist Sprecher des Sonderforschungsbereichs „The Mathematics of Emergent Effects“.
Seine Forschungsgebiete sind die Analysis, die Kontinuumsmechanik, mathematische Aspekte der Materialwissenschaften und Mikrostrukturen.
1996 hielt er einen Plenarvortrag auf dem Europäischen Mathematikerkongress in Budapest (Microstructures, geometry and the calculus of variations) und 1998 war er Invited Speaker auf dem ICM in Berlin (Unexpected solutions of first and second order partial differential equations, mit Vladimir Sverak).

## Auszeichnungen und Preise
Stefan Müller ist seit 1999 Mitglied der Berlin-Brandenburgischen Akademie der Wissenschaften und seit 2002 bei der Deutschen Akademie der Naturforscher Leopoldina.
- 1992 – EMS-Preis
- 1993 – Max-Planck-Forschungspreis, gemeinsam mit Vladimír Šverák (Karls-Universität Prag)
- 1999 – CICIAM Collatz Prize ICIAM Edinburgh
- 2000 – Gottfried-Wilhelm-Leibniz-Preis
- 2006 – Gauß-Vorlesung
- 2007 – Keith Medal der Royal Society of Edinburgh[4]
- 2013 – Heinz Gumin Preis
- 2014 – Mitglied der Nordrhein-Westfälischen Akademie der Wissenschaften[5]
- 2015 – Mitglied der Academia Europaea

## Veröffentlichungen
- Microstructures, phase transitions and geometry. In: Balog (Hrsg.): Proceedings European Congress of Mathematicians. Band 2, Birkhäuser 1998, S. 92.
- Mit Vladimír Šverák: Unexpected solutions of first and second order partial differential equations. International Congress of Mathematicians, 1998, Bd.II, S. 691, Documenta Mathematica.
- Mit Fabrice Béthuel, Gerhard Huisken, Klaus Steffen: Variational models for microstructure and phase transitions. In: Stefan Hildebrandt, Michael Struwe: Calculus of Variations and geometric evolution problems. Lecture Notes in Mathematics, Bd. 1713, 1999, S. 85–210.
- Mathematik und intelligente Materialien. In: Aigner, Behrends (Hrsg.): Alles Mathematik. Vieweg 2002.
- Mathematik ist überall. DMV-Mitteilungen, Januar 1998.
- Mit Sergio Conti, Antonio DeSimone, Georg Dolzmann, Felix Otto: Multiscale modeling of materials – the role of analysis. In: Kirkilionis, Krömker, Rannacher, Tomi (Herausgeber): Trends in Nonlinear Analysis. Springer 2003, S. 375–408.
- Mit G. Friesecke, R. D. James: A hierarchy of plate models derived from nonlinear elasticity by Gamma-convergence. Arch. Rat. Mech. Anal., Band 180, 2006, S. 183–236.
- Mit Camillo De Lellis: Sharp rigidity estimates for nearly umbilical surfaces. J. Differential Geometry Band 69, 2005, S. 75–110.
- Mit V. Verk: Convex integration for Lipschitz mappings and counterexamples to regularity. Annals of Mathematics, Band 157, 2003, 715–742.
- Mit G. Friesecke, R. D. James: A theorem on geometric rigidity and the derivation of nonlinear plate theory from three dimensional elasticity. Comm. Pure Appl. Math., Band 55, 2002, 1461–1506.
- Mit Antonio DeSimone, Robert V. Kohn, Felix Otto: A reduced theory for thin-film micromagnetics. Comm. Pure Appl. Math., Band 55, 2002, 1408–1460.